# Мезартім
Шаблон:Starbox sources
Мезартім (Гамма Овна / γ Ari / γ Arietis/ 5 Ari) — потрійна зоря у сузір'ї Овен, що знаходиться на відстані близько 204 світлових років від Землі.